# تمازپام
تمازپام (به انگلیسی: Temazepam)
رده درمانی: بنزودیازپین‌ها.
اشکال دارویی: قرص

## موارد مصرف
تمازپام یک داروی بنزودیازپین متوسط‌اثر بوده که دارای اثرات ضد اضطرابی، آرام بخش، ضد تشنجی و شل‌کننده عضلانی می‌باشد. در موارد بی خوابی نیز استفاده می‌شود.

## مکانیسم اثر
مانند سایر بنزودیازپین‌ها آگونیست گیرنده‌های بنزودیازپینی بوده که با اثر بر روی گیرنده‌های گاما آمینوبوتیریک اسید و در نهایت ورود یون کلر به نورونها اثرات خود را اعمال می‌کند.